# U.S. Route 87
La U.S. Route 87 è una strada statunitense a carattere nazionale che corre da nord a sud per 3.215 km (1998 miglia) dal Montana al Texas.
La porzione tra Billings (MT) e Raton (Nuovo Messico) è chiamata anche Interstate 90 e 25; è anche chiamata in Texas Interstate 27.
Nel 2004 il termine settentrionale della strada è a Havre (MT), all'intersezione con la U.S. Highway 2; il suo termine meridionale è a Port Lavaca (TX).